# Uranotaenia lateralis
Uranotaenia lateralis är en tvåvingeart som beskrevs av Frank Ludlow 1905. Uranotaenia lateralis ingår i släktet Uranotaenia och familjen stickmyggor. Inga underarter finns listade i Catalogue of Life.